# Neckera chlorocaulis
Neckera chlorocaulis là một loài Rêu trong họ Neckeraceae. Loài này được Müll. Hal. miêu tả khoa học đầu tiên năm 1851.